# Relaciones España-Irak
Las relaciones España-Irak son las relaciones exteriores entre España e Irak. 

## Relaciones diplomáticas
En 1946 se establecen relaciones diplomáticas entre España y el entonces Reino de Irak y en 1948 se abre la legación Española en Bagdad, dependiente de la Embajada de España en El Cairo. España eleva el nivel de su representación en Irak al rango de Embajada en 1955. En 1952, el entonces Príncipe Regente 'Abd al-Ilah de Hiyaz visita España, y el Rey de Irak, Faysal II, lo haría en 1956. El cambio de régimen en 1958 apenas afectó a la relación bilateral y fueron frecuentes las vistas a España de personalidades políticas iraquíes de primer orden durante las dos siguientes décadas.
Los Reyes de España visitaron Bagdad en 1978, en una de sus primeras visitas de estado a un país árabe. La activa política desarrollada durante los años 50 y 60 del pasado siglo por el Instituto Hispano-Árabe de Cultura en materia de becas permitió que muchos estudiantes iraquíes accediesen a universidades españolas para efectuar estudios superiores sobre todo en lengua y literatura, medicina e ingenierías. Las empresas españolas comenzaron a llegar a Irak a finales de los años 60, donde se convirtieron en un referente, sobre todo en materia de construcción civil e infraestructuras. Irak fue un importante cliente de la industria de construcción naval española, y se mantuvo un creciente volumen de intercambio comercial, siendo España un importante comprador de crudo iraquí.

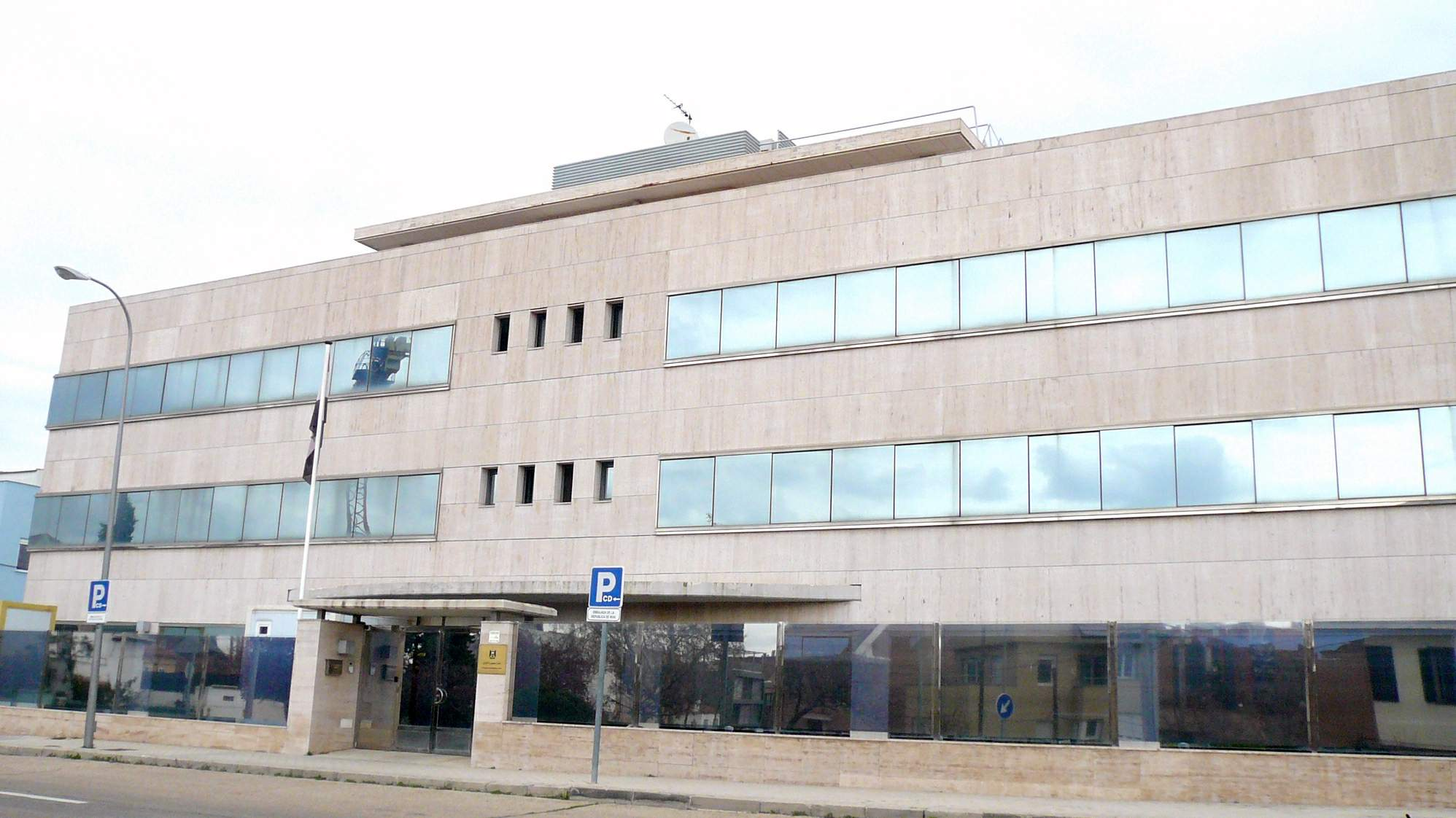
Embajada de Irak en Madrid.

Durante los años 70 y primera mitad de los 80, España fue uno de los países europeos de referencia en Irak, manteniéndose un vuelo directo de la compañía de bandera Iraqi Airways entre Madrid y Bagdad varias veces por semana. Durante la guerra entre Irán e Irak, (1980-1988), decreció la intensidad de la relación bilateral por la posición de neutralidad española frente al conflicto.
La invasión de Kuwait en agosto de 1990 llevó a Naciones Unidas a la aprobación de las resoluciones 660 y 678 y al establecimiento de una coalición, en la que se encontraba España, con el fin era liberar Kuwait y restaurar así la legalidad internacional. En aquella operación España tuvo una discreta participación naval y de apoyo logístico.
Durante los años 90, España formó parte del programa “Petróleo por Alimentos”. Tras el cierre durante pocos meses de la Embajada de España en Bagdad
tras la ocupación de Kuwait y posterior liberación, las relaciones diplomáticas entre los dos países se redujeron al nivel de Encargado de Negocios. No fue sino hasta 2005 que España volvió a nombrar un Embajador en Bagdad.
El 19 de marzo de 2003, comienza la invasión en Irak de las tropas de Estados Unidos, Reino Unido, Australia y Polonia que provoca la caída del régimen baazista en 21 días, aunque las operaciones finalizaron oficialmente el 1 de mayo. Un primer contingente humanitario español llegó a Irak en abril de 2003. En julio, el cometido asignado al contingente español pasa a ser “misión de paz” y queda encuadrado en una división multinacional bajo mando polaco con el objetivo de garantizar el orden en la zona central-sur del país (chií) con bases en Diwaniyah y Kerbala.
El 15 de octubre de 2003 las Naciones Unidas aprueban la resolución 1511, mediante la que se autoriza la presencia de una fuerza multinacional en Irak. El 18 de abril de 2004, el Gobierno de España ordena el repliegue de tropas que se completa a finales de junio de 2004. Las actuales autoridades iraquíes han manifestado siempre su agradecimiento a España por el papel desempeñado apoyando la operación que provocó la caída de la dictadura baazista, así como por el importante esfuerzo económico efectuado en materia de ayuda para la reconstrucción de Irak de conformidad con los compromisos adquiridos en la Conferencia de Donantes de Madrid, fundamentalmente a través del IRFFI, (International Reconstruction Fund Facility for Iraq).
En septiembre de 2013 se celebró en Madrid la X Comisión Mixta HispanoIraquí, la primera desde la invasión de 2003. Ello contribuirá a que las relaciones bilaterales puedan intensificarse en los próximos años, recuperando el nivel de dos países amigos con importantes lazos históricos e intereses comunes.
En febrero de 2015 el ministro de Defensa Pedro Morenés visitó a las tropas españolas desplegadas en Bagdad y en la base de Besmaya, al sur de la capital. Además, mantuvo un encuentro con el General Zebari, Jefe de Estado Mayor de la Defensa.
En 2019, el presidente iraquí, Barham Salih, se reunió con el rey Felipe VI de España en el Palacio Presidencial de As-Salam en Bagdad. Irak pidió a España su apoyo en el proceso de reconstrucción. Según informó por escrito la Presidencia iraquí, Salih indicó que Irak y España tienen unas relaciones profundas e históricas, y declaró que su país quiere desarrollar sus relaciones con todos los países. A su vez, el rey Felipe VI elogió la resistencia de los iraquíes contra el terrorismo, y declaró que su país respaldará la reconstrucción de Irak.

## Cooperación
En la Conferencia de Donantes celebrada en Madrid en octubre de 2003, España comprometió 300 millones de $, entre donaciones y créditos blandos para
el período 2003-2007, correspondiendo 160 millones al período 2003-2004, de los que 55 irían al IRFFI (International Reconstruction Fund Facility for Iraq) ventanilla Banco Mundial, 170 millones en ayudas no reembolsables bilaterales y 75 millones en créditos blandos.
Manteniendo el compromiso adquirido en la Conferencia de donantes, y en aras de hacer más eficaz el esfuerzo de cooperación de España con Irak, en 2006 se modificó la distribución de las ayudas no reembolsables, dándose prioridad a la “ventanilla de Naciones Unidas” en IRFFI.

## Misiones diplomáticas residentes
- España tiene una embajada en Bagdad[4][5] y un consulado honorario en Erbil.[6]
- Irak tiene una embajada en Madrid.[7]